# Československá basketbalová liga 1986-1987
La Československá basketbalová liga 1986-1987 è stata la 59ª edizione del massimo campionato cecoslovacco di pallacanestro maschile. La vittoria finale è stata ad appannaggio dello Zbrojovka Brno.

## Risultati

### Stagione regolare
|     | Squadra                | G  | V  | P  | PF   | PS   | Pt. | Qualificazione |
| --- | ---------------------- | -- | -- | -- | ---- | ---- | --- | -------------- |
| 1.  | Zbrojovka Brno         | 32 | 28 | 4  | 3066 | 2586 | 60  | playoff        |
| 2.  | Inter Bratislava       | 32 | 22 | 10 | 3021 | 2826 | 54  | playoff        |
| 3.  | Tatran Ostrava         | 32 | 20 | 12 | 2919 | 2814 | 52  | playoff        |
| 4.  | Chemosvit              | 32 | 19 | 13 | 2720 | 2676 | 51  | playoff        |
| 5.  | Dukla Olomouc          | 32 | 12 | 12 | 2670 | 2670 | 47  |                |
| 6.  | Baník Prievidza        | 32 | 13 | 19 | 2763 | 2739 | 45  |                |
|     |                        |    |    |    |      |      |     |                |
| 7.  | Sparta ČKD Praga       | 32 | 17 | 15 | 2725 | 2644 | 49  |                |
| 8.  | VŠ Praga               | 32 | 17 | 15 | 2634 | 2672 | 49  |                |
| 9.  | VŠDS Žilina            | 32 | 16 | 16 | 2737 | 2632 | 48  |                |
| 10. | Pardubice              | 32 | 16 | 16 | 2690 | 2677 | 48  |                |
| 11. | Lokomotiva Děčín       | 32 | 7  | 25 | 2608 | 3002 | 39  | retrocesse     |
| 12. | Slávia SVŠT Bratislava | 32 | 2  | 30 | 2083 | 2698 | 34  | retrocesse     |

### Playoff
|  | Semifinali | Semifinali       | Semifinali |                |    | Finale         | Finale | Finale |  |
|  |            |                  |            |                |    |                |        |        |  |
|  | 1.         | Zbrojovka Brno   | 2          |                |    |                |        |        |  |
|  | 1.         | Zbrojovka Brno   | 2          |                |    |                |        |        |  |
|  | 4.         | Chemosvit        | 0          |                |    |                |        |        |  |
|  | 4.         | Chemosvit        | 0          |                | 1. | Zbrojovka Brno | 3      |        |  |
|  |            |                  |            |                | 1. | Zbrojovka Brno | 3      |        |  |
|  |            |                  | 3.         | Tatran Ostrava | 0  |                |        |        |  |
|  | 2.         | Inter Bratislava | 3.         | Tatran Ostrava | 0  | 0              |        |        |  |
|  | 2.         | Inter Bratislava |            |                |    |                |        |        |  |
|  | 3.         | Tatran Ostrava   | 2          |                |    |                |        |        |  |

| Československá basketbalová liga 1986-1987 |
| ------------------------------------------ |
| Zbrojovka Brno 18º titolo                  |

## Formazione vincitrice
| N° | Naz.                      | Ruolo | Sportivo           |  | Alt. |  |
| -- | ------------------------- | ----- | ------------------ |  | ---- |  |
|    | Cecoslovacchia (bandiera) | G     | Vlastimil Havlík   |  | 191  |  |
|    | Cecoslovacchia (bandiera) | GA    | Kamil Brabenec     |  | 193  |  |
|    | Cecoslovacchia (bandiera) | AC    | Leoš Krejčí        |  | 208  |  |
|    | Cecoslovacchia (bandiera) | GA    | Josef Jelínek      |  | 197  |  |
|    | Cecoslovacchia (bandiera) | C     | Jiří Okáč          |  | 217  |  |
|    | Cecoslovacchia (bandiera) |       | Jiří Jandák        |  |      |  |
|    | Cecoslovacchia (bandiera) | C     | Jan Svoboda        |  | 204  |  |
|    | Cecoslovacchia (bandiera) |       | Martin Hanáček     |  |      |  |
|    | Cecoslovacchia (bandiera) |       | Martin Šibal       |  |      |  |
|    | Cecoslovacchia (bandiera) |       | Luděk Lupač        |  |      |  |
|    | Cecoslovacchia (bandiera) |       | Pavel Harásek      |  |      |  |
|    | Cecoslovacchia (bandiera) |       | Vladimír Ondroušek |  |      |  |
|    | Cecoslovacchia (bandiera) | All.  | Zdeněk Bobrovský   |  |      |  |

## Fonti
- Ing. Pavel Šimák: Historie československého basketbalu v číslech (1932-1985), Basketbalový svaz ÚV ČSTV, květen 1985, 174 stran
- Ing. Pavel Šimák: Historie československého basketbalu v číslech, II. část (1985-1992), Česká a slovenská basketbalová federace, březen 1993, 130 stran
- Juraj Gacík: Kronika československého a slovenského basketbalu (1919-1993), (1993-2000), vydáno 2000, 1. vyd, slovensky, BADEM, Žilina, 943 stran
- Jakub Bažant, Jiří Závozda: Nebáli se své odvahy, Československý basketbal v příbězích a faktech, 1. díl (1897-1993), 2014, Olympia, 464 stran